# 阿贡二世
阿贡二世（约公元前1570年前后在位）（英語：Agum II）加喜特国王，巴比伦第三王朝的建立者。他是在赫梯人摧毁巴比伦并终结巴比伦第一王朝后，成为第一位巴比伦城的加喜特统治者。根据史书记载，他把约公元前1595年赫梯人洗劫巴比伦时抢劫走的马尔都克神及其配偶萨尔帕尼吐姆的塑像带回巴比伦。